# Fort Liefkenshoek

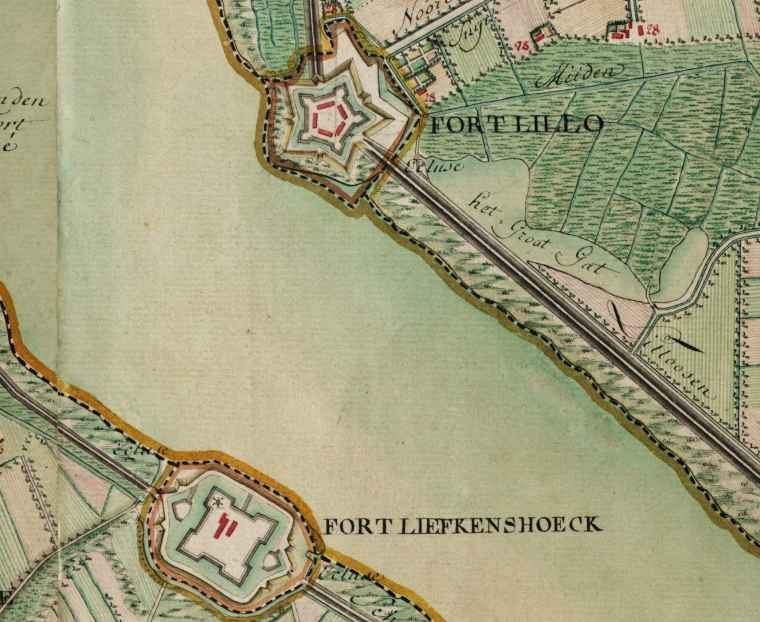
Fort Liefkenshoek en Fort Lillo op de Ferrariskaart uit 1775

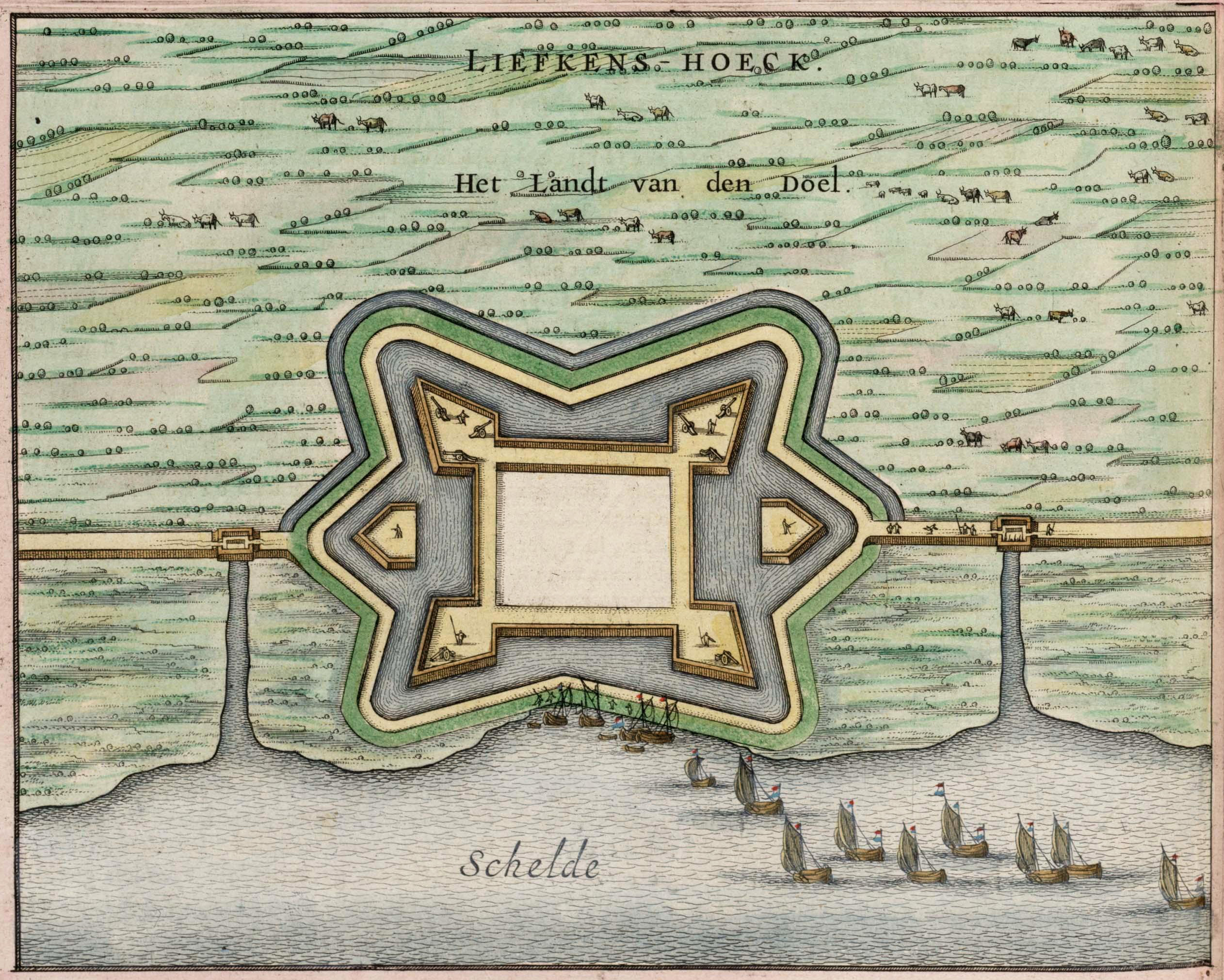
Fort Liefkenshoek in de 17e eeuw. Atlas van Loon

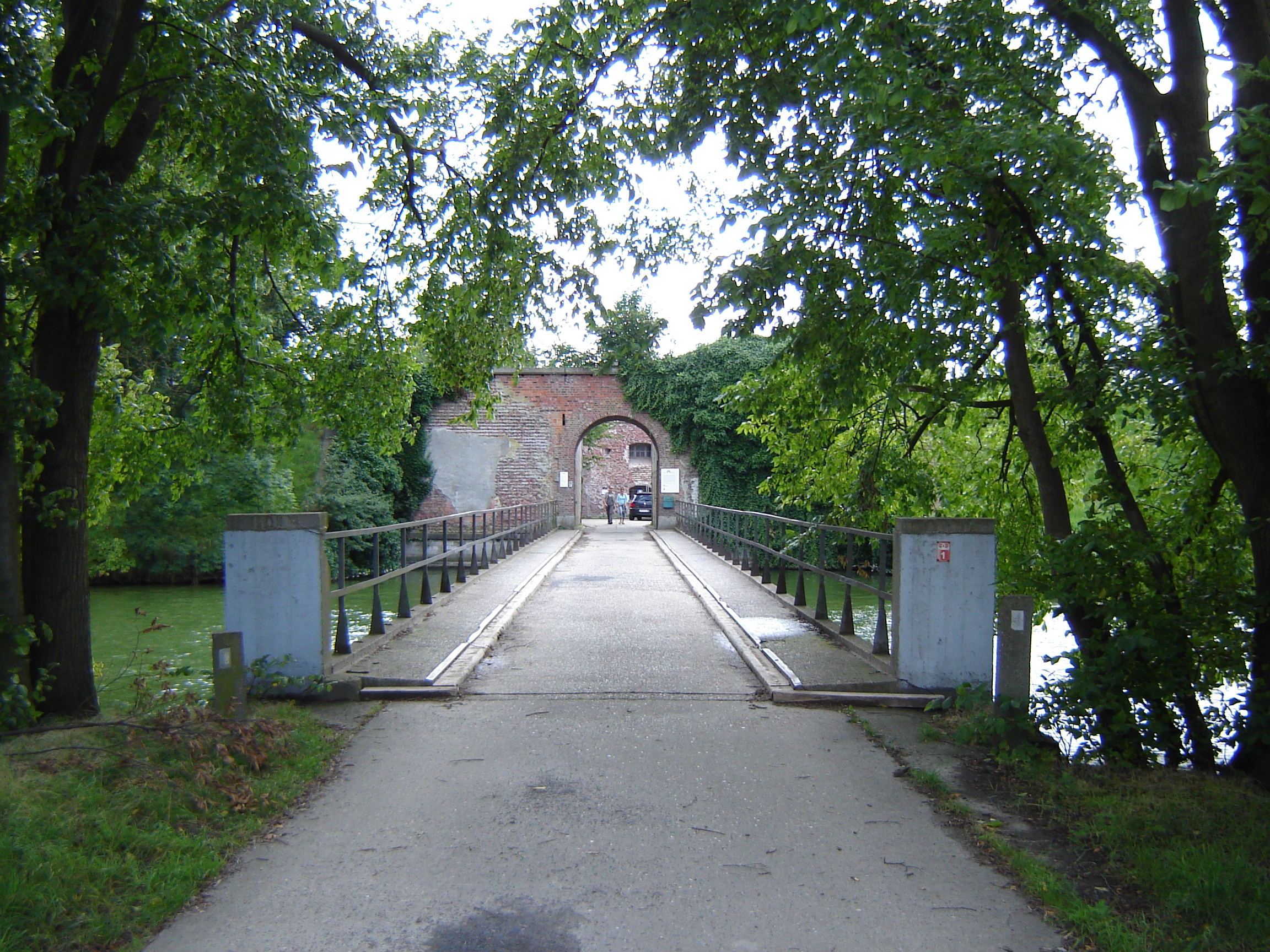
Toegangspoort

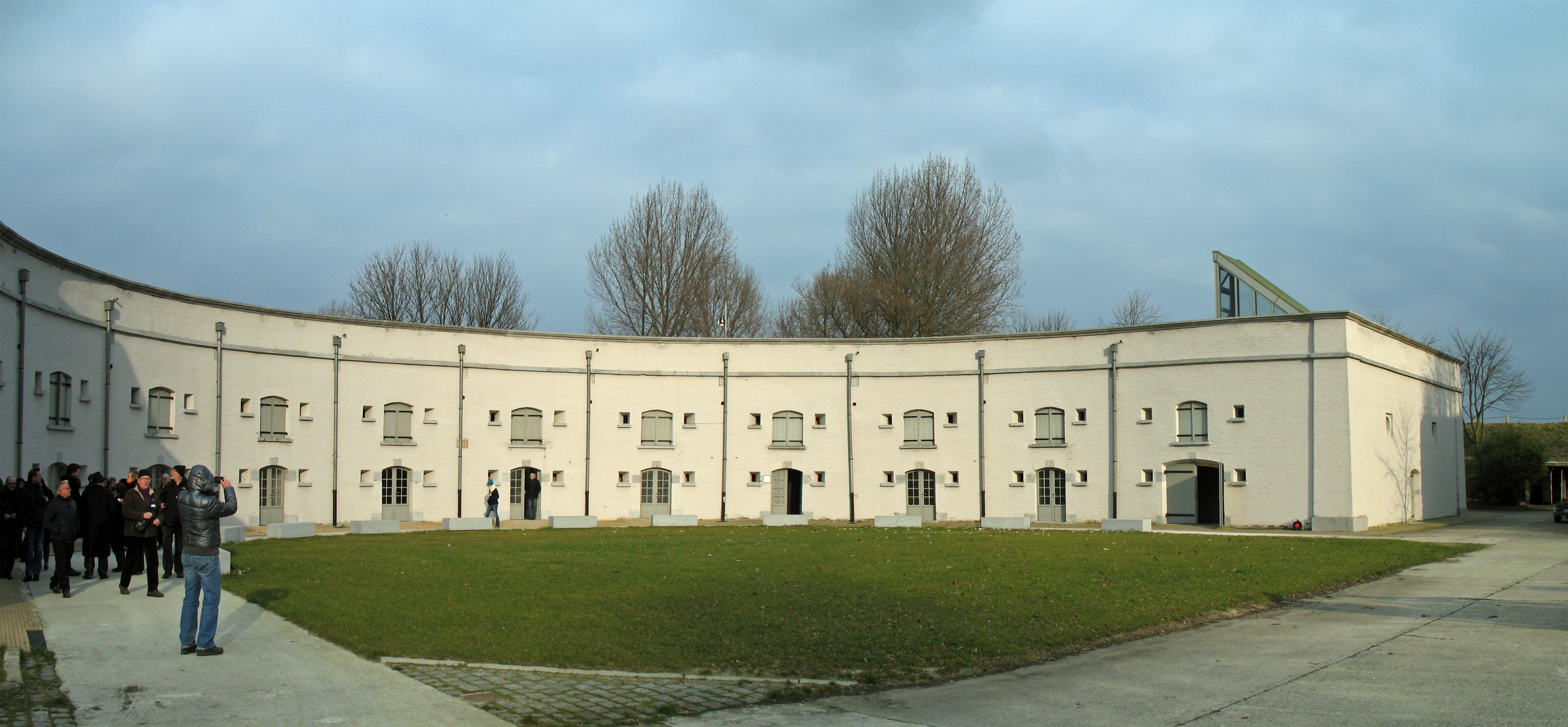
De halfronde kazerne op het terrein (kat)

Het fort Liefkenshoek is een schans en fort in Kallo, een deelgemeente van Beveren-Kruibeke-Zwijndrecht in de Belgische provincie Oost-Vlaanderen. Het was een militaire vesting op de linkeroever van de Schelde bij Antwerpen. In de periode 1585-1786 was het een vooruitgeschoven post van de Republiek van de Verenigde Nederlanden. Het fort is eigendom van de gemeente Beveren en sinds 1985 een beschermd monument.

## Geschiedenis
Het fort werd in 1579 gebouwd tegenover het fort Lillo aan de rechteroever, waarschijnlijk in opdracht van de magistraat van Antwerpen. Het werd opgetrokken op de Scheldedijk aan de Sint-Annapolder. In juli 1584 viel het in handen van het Spaanse leger, maar in april 1585 kregen de Antwerpenaren het weer in handen. Na de Val van Antwerpen op 15 augustus 1585 bleef het fort Liefkenshoek, samen met fort Lillo, in handen van de opstandelingen van de Noordelijke Nederlanden. In 1614 werd het fort geheel vernieuwd op basis van een bestek van de vestingbouwer David van Orliens. Bij de Vrede van Munster in 1648 werd het officieel erkend als een vesting van de Republiek der Zeven Verenigde Nederlanden. De Republiek beheerste dus de Schelde tot vlak voor de stad Antwerpen.
Samen met het fort Lillo speelde fort Liefkenshoek een belangrijke rol in de beheersing van het scheepvaartverkeer van en naar Antwerpen. Er was op dit grenspunt een tol- en douanestation gevestigd. Daar werden de oude Zeeuwse tol en in de loop van de tijd wisselende in-, uit- en doorvoerrechten (convooien en licenten) geheven. Ook aan de Spaanse kant van de grens moesten, meestal zelfs hogere, rechten betaald worden. Verder was het niet toegestaan met zeeschepen rechtstreeks van of naar Antwerpen te varen ('sluiting' van de Schelde). De rede van Walcheren werd als voorhaven gebruikt en op het Zeeuwse traject van de Schelde moest de lading worden overgeslagen (verbodemd) op lichters. Dat diende vooral voor de bevestiging van de Zeeuwse soevereiniteit en de veiligheid van het Zeeuwse eilandenrijk. Zeehandel vanuit Antwerpen over de Schelde was mogelijk, mits de kooplieden en reders zich aan die regels hielden. Zeeland had zelfs belang bij een bloeiende Scheldehandel. De regeringen in Brussel en Madrid werkten er niet aan mee, omdat ze de Zeeuwse soevereiniteit over de Beneden-Schelde niet wilden erkennen, zo min mogelijk contact met de Republiek wensten en meenden historische doorvaartrechten te hebben. Daarom werd met tariefmaatregelen de handel met overzee zoveel mogelijk via de Vlaamse kusthavens Duinkerke en Oostende geleid. Op de verbindingskanalen met de kust was er in Gent en Brugge overigens ook een historische verbodemingsplicht. De achteruitgang van de haven van Antwerpen en de opkomst van Amsterdam in de 16e en 17e eeuw waren geen gevolg van de 'sluiting' van de Schelde. Ze hadden diverse andere autonome oorzaken.
Tijdens de Oostenrijkse Successieoorlog in 1747 namen de Fransen het fort in. Bij de Vrede van Aken (1748) werd fort Liefkenshoek weer aan de Republiek toegewezen. Deze stond het fort ten slotte in februari 1786 aan de Oostenrijkse Nederlanden af ingevolge het Verdrag van Fontainebleau (1785). Tijdens de Franse bezetting, tussen 1794 en 1814, werd het fort uitgebreid met een kruitmagazijn en een halfcirkelvormige bomvrije kazerne, bestaande uit twaalf kazematten.
Na de Belgische Revolutie van 1830 bleven de forten Liefkenshoek en Lillo nog tot 1839 in handen van het Koninkrijk der Nederlanden. In 1894 werden ze als vestingwerken buiten bedrijf gesteld. Liefkenshoek werd een hospitaal (lazaret) van de quarantainedienst op de Schelde tot 1952. Na de Tweede Wereldoorlog werd het fort gebruikt als basis en depot van de Belgische marine. Van 1964 tot 1973 deed het dienst als vakantieoord van het Belgische leger voor beroepsmilitairen en hun families. Daarna werd het fort gesloten tot het in juni 1980 werd aangekocht door de gemeente Beveren.
In die periode werd het omliggend polderlandschap onteigend en opgespoten voor de uitbouw van de Waaslandhaven. Het fort ligt nu geïsoleerd in het havengebied.

## Restauratie en gebruik
In 2023 werd de restauratie afgerond met een nieuwe voetgangersbrug, een uitgebreide parking en de omwalling die in zijn oorspronkelijke staat wordt hersteld. Er is een bezoekers- en een belevingscentrum. Het fort kan vrij of begeleid bezocht worden.
De Liefkenshoektunnel is naar de plaats genoemd.
Vanaf 1 juli 2019 wordt Fort Liefkenshoek over de Schelde met Lillo en Antwerpen verbonden via DeWaterbus.